# Tekin Arıburun
 (signalé en mai 2025).
Si vous disposez d'ouvrages ou d'articles de référence ou si vous connaissez des sites web de qualité traitant du thème abordé ici, merci de compléter l'article en donnant les références utiles à sa vérifiabilité et en les liant à la section « Notes et références ».
- Archive Wikiwix
- Bing
- Cairn
- DuckDuckGo
- E. Universalis
- Gallica
- Google
- G. Books
- G. News
- G. Scholar
- Persée
- Qwant
- (zh) Baidu
- (ru) Yandex
- (wd) trouver des œuvres sur Wikidata

Mehmet Tekin Arıburun né le 3 octobre 1903 à Štip (Empire Ottoman) et mort le 12 août 1993 à Istanbul (Turquie) est un homme politique et militaire turc.

## Biographie
Il termine ses études à l'Académie militaire turque. Il participe en Conférence de San Francisco en tant que conseiller de la délégation turque. Il obtient Grade quatre étoiles en 1959. Entre 1959-1960, il est le chef de l'Armée de l'air turque, puisqu'il est contre Coup d'État de 1960 il est retraité par le junte en 1960. Il est membre de Parti de la justice. Il est sénateur d'Istanbul (1964-1979) il est le président du Sénat de la République (1970-1977). Il est polyglote il parle le français, l'anglais, l'allemand, l'italien et l'hongrois. Sa femme Perihan Arıburun est ancien député d'Izmir de DP.